# Literatura v livonštině
Literatura v livonštině označuje veškeré texty psané v livonském jazyce, jenž se řadí do skupiny jazyků ugrofinských a je ohrožen vymizením. Pro zápis livonštiny se užívalo několik ortografických systémů. V livonštině se rozlišují tři dialekty a každý z nich je textově doložen. Z žánrů je zastoupena náboženská literatura (zpěvník duchovních písní, malý katechismus), kalendáře, čítanky či sbírky poezie. Původních livonských děl není mnoho, někteří livonští autoři svou tvorbu vydávali v lotyštině. Livonské texty často vycházely spolu s lotyšskými ekvivalenty.

## Typologie pramenů
Zdroje livonského jazyka je možné rozdělit na dvě skupiny. První jsou texty psané rodilými mluvčími (či pořízené v jejich přítomnosti) zamýšlené rovněž pro rodilé mluvčí livonštiny. Druhá skupina zahrnuje publikace a rukopisy určené pro ty, kteří se livonštinu učí jako cizí jazyk. Úroveň textů této skupiny je často nestálá, způsobená nedostatečnou znalostí jazyka či neporozuměním smyslu.
Pokud bychom na základě těchto dvou typů zdrojů měli vývoj livonštiny periodizovat, předělem mezi oběma etapami je konec 80. let 20. století.

## Nejstarší kniha v livonštině
Psaná forma livonštiny se začala objevovat v polovině 19. století, kdy vycházely první rozsáhlejší jazykové studie a jiné texty, které obsahovaly úryvky jazyka. První knihou, která byla publikována v livonštině, je překlad Evangelia podle Matouše. Tato kniha byla vydána v Londýně roku 1863. Text je psán ve dvou nářečích – východolivonském a západolivonském. O 17 let později vyšlo již ve východním Livonsku nové Evangelium podle Matouše, jež bylo pokusem o sjednocení obou dialektů.
První kniha nenáboženského obsahu vyšla až roku 1931.

## Livonská poezie
První básnickým dílem v livonštině je sbírka poezie Kōrli Stalteho s názvem Līvō lōlōd (Livonská poezie), která vyšla v Tallinnu roku 1924. Největší kolekce livonské poezie je zaznamenána v antologii Es viltīgāks par tevi, menca (Jsem lstivější než ty, tresko), sestavené Valtsem Ernštreitsem a vydané v Rize roku 1998. V antologii je možné nalézt práce těch nejznámějších livonských básníků.

Dnes je známo na tři desítky livonských básníků a i mezi současnými lotyšskými básníky se najdou tací, kteří mají kořeny v livonském etniku.

## Folklor
Ukázky livonského folklóru jsou známy již z druhé poloviny 19. století, nejrozsáhlejší sbírka však byla publikována téměř o století později, roku 1953.
Folklórem se zabývá i Valda Šuvcāne, ta je mj. autorkou antologie livonského folklóru z roku 2003.

## Časopisy v livonštině
Ve 30. letech 20. století vycházel měsíčník Līvli, tištěný pomocí hektografu. O vydávání se zasloužil zmíněný livonský básník a spisovatel Kōrli Stalte (též autor překladu Nového zákona do livonštiny datovaného 1937-1942 v Helsinkách).
Po roce 1992 se začal časopis Līvli znovu vydávat.

## Učební pomůcky a slovníky
První slabikář livonštiny vytvořil livonský básník Kōrli Stalte v polovině 30. let 19. století. Jeho rukopis však ležel mnohá desetiletí nepovšimnut v estonském archivu, nalezen byl až roku 2006.

Roku 1935 livonský učitel a překladatel Petõr Damberg uspořádal první čítanku livonštiny. Vydána byla pod názvem Jemakiel Lugdõbrantõz Skuol ja Kuod pierast (Čítanka mateřského jazyka pro školu i domácnost) a obsahuje 91 povídek, básní, hádanek a lidových písní. Autor antologii zamýšlel nejen jako učebnici pro potomky rodilých Livonců, ale i pro kultivaci a rozvoj gramotnosti dospělých.

Nejrozsáhlejší slovník livonského jazyka Livisches Worterbuch mit Grammatischer Einleitung (Livonský slovníky s úvodem do gramatiky) byl vydán roku 1938, jeho sestavení trvalo autoru Lauri Kettunenovi téměř dvě dekády. S prací na slovníku začal roku 1920, kdy se vydal se svým studentem Oskarem Looritsem do oblasti kuronských Lívů a kdy ještě nebylo dostupné uspokojivé množství informací o livonském jazyce. Základ budoucího slovníku tvořila nejprve pouze slova v livonštině a estonštině. Později byl do tvorby zapojen i Kōrli Stalte jakožto německy mluvící livonský vypravěč, aby estonské ekvivalenty nahradil německými, a další vzdělanci té doby. Sběr materiálu pro slovník byl ukončen po osmi letech bádání, avšak během kontrolních prací se objevovala další nová slova. Lauri Kettunen se také rozhodl, že jeho slovník obsáhne i slova salackého (východolivonského) dialektu, zaznamenaná ve starším slovníku autorů A. J. Sjögrena a F. J. Wiedemanna a při práci užíval i další dostupné materiály. Livonsko-německý slovník ve své konečné podobě obsahuje zhruba 11 000 hesel, livonská slova jsou zapsána foneticky.
V roce 1999 byl vydán slovník livonštiny a konverzace, o rok později i učebnice.